# Gorybia rugosa
Gorybia rugosa là một loài bọ cánh cứng trong họ Cerambycidae.